# Vârful Podragu, Munții Făgăraș
Podragu este un vârf muntos situat în Masivul Făgăraș, care are altitudinea de 2.482 metri. Accesul pe vârf se face mai dificil, acesta fiind în afara traseelor turistice marcate. 
La baza lui se află lacul glaciar Podragu, cu o suprafață de 2,86 ha și o adâncime maximă de 15,5 m, precum și Cabana Podragu (la altitudinea de 2.136 m, ceea ce o face cabana situată la cea mai mare altitudine din munții Făgăraș).

## Galerie foto

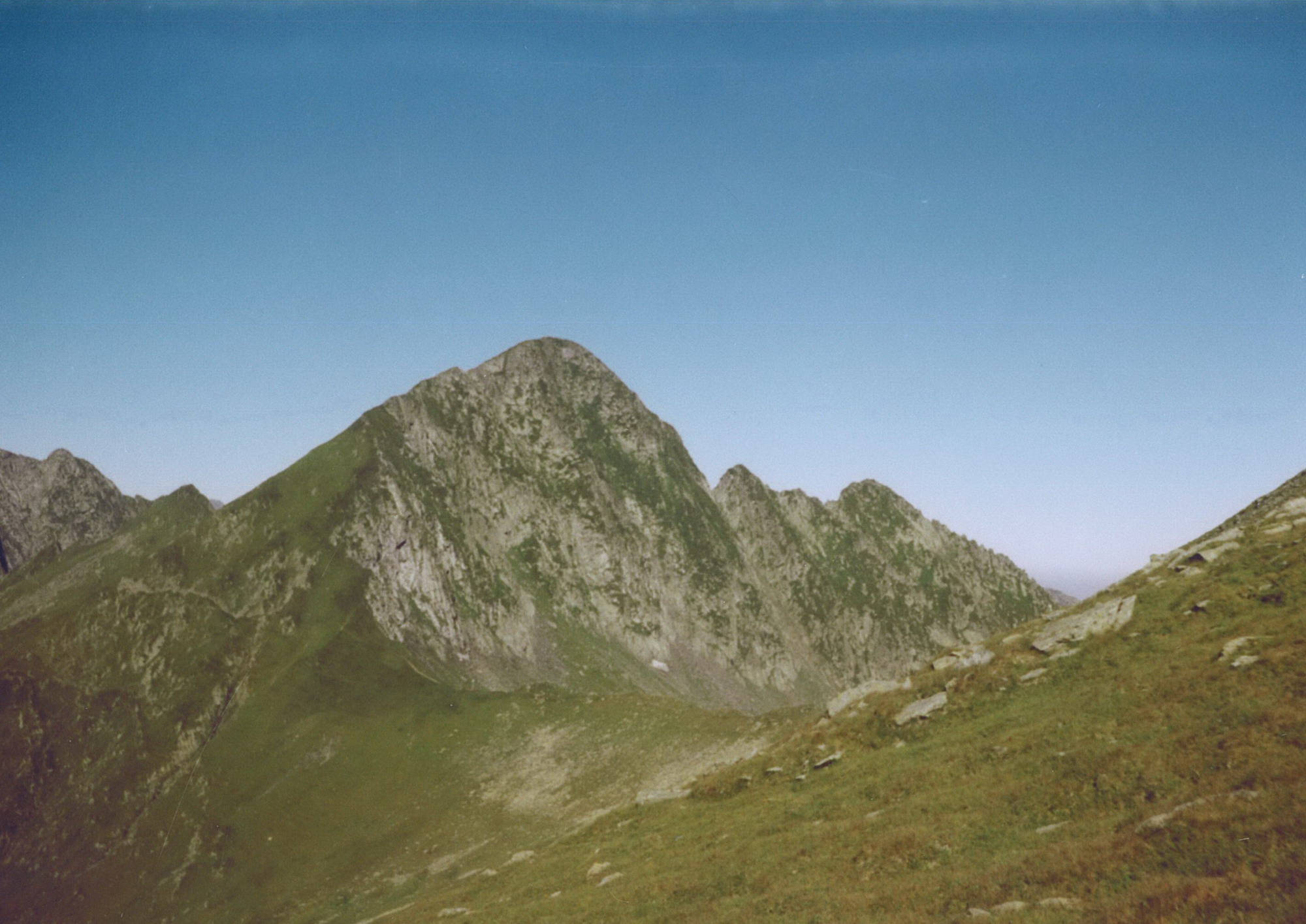
Vârful şi şaua Podragu
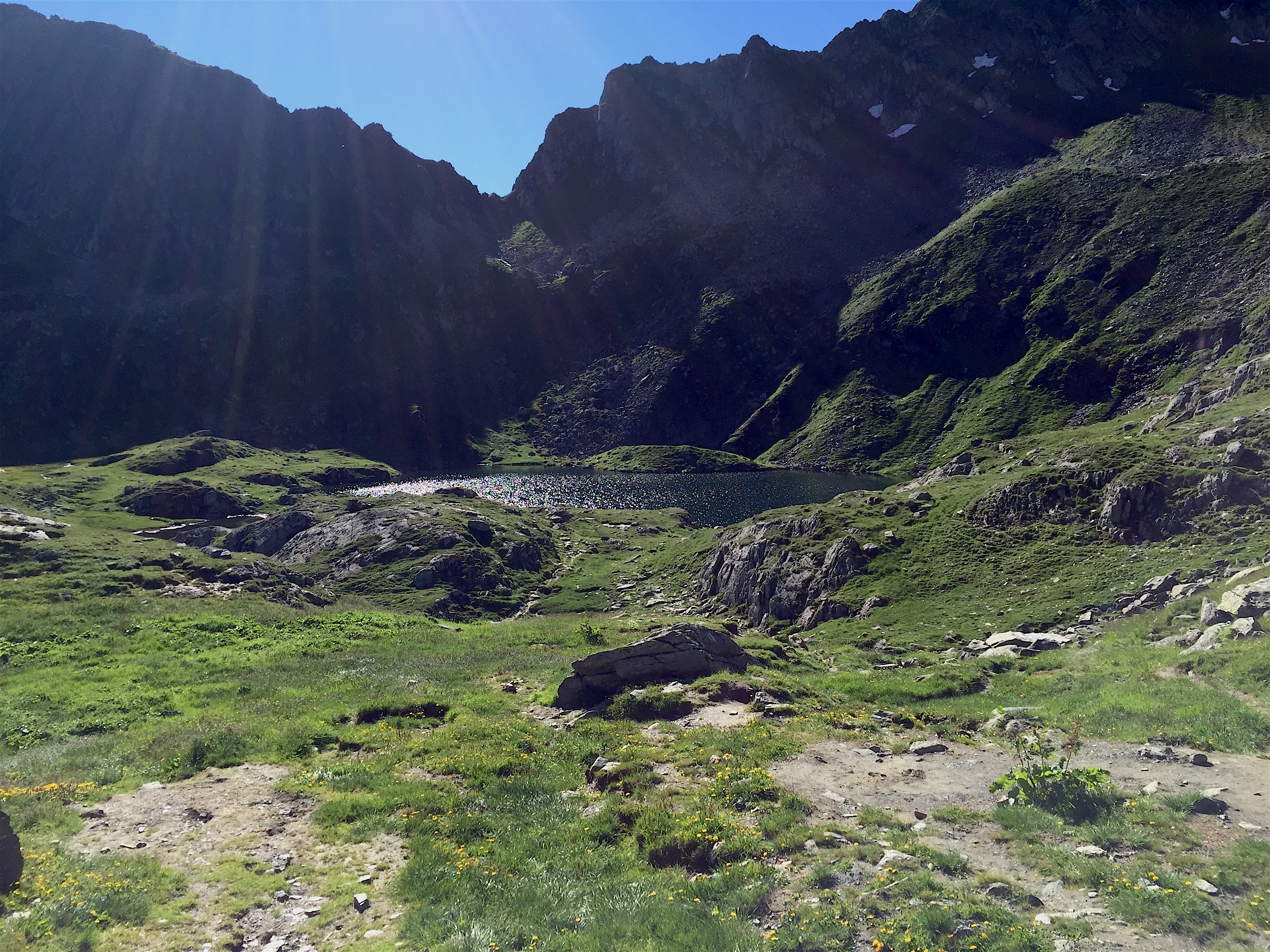
Lacul Podragu.